# Eisenbahn im Vatikanstaat
| Übersicht über die Gleisanlagen |                      |                    |                    |
| Streckenlänge: | 0,4 km               |                    |                    |
| Spurweite: | 1435 mm (Normalspur) |                    |                    |
| |                      |                    |                    |
| \| \| \| von Roma Termini \| \| \| \| 0,0 \| Roma San Pietro \| Roma San Pietro \| \| \| \| nach Pisa \| \| \| \| \| nach Viterbo \| \| \| \| 0,4 \| Via Gregorio VII \| Via Gregorio VII \| \| \| 0,5 \| Via Aurelia \| Via Aurelia \| \| \| 0,6 \| Tor, Staatsgrenze \| Tor, Staatsgrenze \| \| \| 0,6 \| Città del Vaticano \| Città del Vaticano \| \| \| 0,8 \| Tunnelportal \| Tunnelportal \| \| \| 0,9 \| Streckenende \| Streckenende \| |                      |                    |                    |
| Strecke |                      | von Roma Termini   | von Roma Termini   |
| Bahnhof | 0,0                  | Roma San Pietro    | Roma San Pietro    |
| Abzweig geradeaus und nach links |                      | nach Pisa          | nach Pisa          |
| Abzweig geradeaus und nach links |                      | nach Viterbo       | nach Viterbo       |
| Brücke | 0,4                  | Via Gregorio VII   | Via Gregorio VII   |
| Brücke | 0,5                  | Via Aurelia        | Via Aurelia        |
| Grenze | 0,6                  | Tor, Staatsgrenze  | Tor, Staatsgrenze  |
| Bahnhof | 0,6                  | Città del Vaticano | Città del Vaticano |
| Tunnelanfang | 0,8                  | Tunnelportal       | Tunnelportal       |
| | 0,9                  | Streckenende       | Streckenende       |

Die Eisenbahn im Vatikanstaat umfasst die normalspurige Eisenbahninfrastruktur des Vatikans und den Anschluss an die italienische Eisenbahninfrastruktur. Im Vatikan gibt es kein Eisenbahnverkehrsunternehmen.

## Geschichte
Vorläufer der heutigen Eisenbahn im Vatikanstaat waren die Eisenbahnstrecken, die der Kirchenstaat auf seinem Territorium konzessionierte und bauen ließ. Papst Pius IX. war interessiert an den technischen Errungenschaften seiner Zeit. Nur zwei Monate nach seiner Wahl im August 1846 ließ er die Möglichkeit zum Bau von Eisenbahnen in den Päpstlichen Staaten prüfen. In der Nummer 90 / 1846 des „Diario di Roma“ erschien eine Mitteilung des Kardinalstaatssekretärs Pasquale Gizzi, womit im Auftrage des Papstes jene Verordnungen erlassen wurden, die die Grundsätze für die Verleihung von Eisenbahnkonzessionen festlegten. Aufgrund der Vorschläge des Ausschusses und mit Zustimmung des Papstes wurde die Erlaubnis erteilt für den Bau von Eisenbahnverbindungen von Rom an die neapolitanische Grenze bei Ceprano sowie von Rom nach Civitavecchia und von Rom nach Ancona und Bologna.
Die Eröffnung der ersten Teilstrecke nach Frascati der „Pio Latina“ genannten Linie fand am 7. Juli 1856 statt. Die 73 Kilometer lange Bahnlinie von Rom zur Hafenstadt Civitavecchia wurde am 25. März 1859 eingeweiht. Nachdem die Armee des Königs von Italien am 11. September 1870 die Grenzen zum Kirchenstaat überschritten hatte, konnten mit Hilfe der Züge die noch in den Provinzen stationierten Einheiten des päpstlichen Heeres zur Verteidigung der Ewigen Stadt nach Rom gebracht werden. Als dann Italien im Zuge des Risorgimento den Kirchenstaat 1870 endgültig beseitigt hatte, gingen die Eisenbahnlinien an den neuen Staat über. Die Päpste begaben sich in eine selbst gewählte Isolation im Vatikan, den sie nicht mehr verließen. Dies änderte sich erst durch den Lateranvertrag von 1929, mit dem Italien die Vatikanstadt als eigenen Staat anerkannte. In Artikel 6 des Lateranvertrages gestand Italien dem Vatikan zu, einen Eisenbahnanschluss an das italienische Eisenbahnnetz und auf dem Boden des Vatikanstaates einen Bahnhof zu errichten.
Der Anschluss erfolgte im römischen Bahnhof Roma San Pietro als Abzweig von der Bahnstrecke Rom–Viterbo. Die Arbeiten wurden unter der Regie der für Eisenbahnneubau zuständigen Direktion des Ministeriums für öffentliche Arbeiten des Königreichs Italien durchgeführt und bereits am 3. April 1929 begonnen. Dabei wurde auch festgelegt, dass der italienische Staat die Kosten für den Bau des Bahnhofs trägt sowie für die Herstellung der Verbindung des Bahnhofs mit dem italienischen Eisenbahnnetz.

## Anlage

### Errichtung
Die Bahnanlage wurde zwischen der Piazza Santa Marta und dem Gouverneurspalast errichtet. Dazu waren erhebliche Erdarbeiten erforderlich, um für die Fläche ein einheitliches Niveau (38 m über dem Meeresspiegel) zu erreichen, das dem des Bahnhofs Roma San Pietro entspricht. Die Verbindung zwischen diesem italienischen Bahnhof und der Bahnanlage des Vatikans war nur über ein 143 m langes, gemauertes Viadukt möglich. Es wurde in Backstein errichtet und zum Teil mit Travertin verkleidet. Es hat acht Bögen mit einer Spannweite von 15,3 m. Entsprechend der Bauzeit sind an dem Bauwerk die Wappen des Hauses Savoyen und Liktorenbündel, Zeichen des italienischen Faschismus, zu sehen. Das Viadukt überquert die Via Aurelia und unterbricht die Viale Vaticano.
Im Zuge der Bauarbeiten erreichte erstmals im März 1932 eine Lokomotive den Vatikan. Das für den grenzüberschreitenden Verkehr erforderliche Übereinkommen zwischen dem Vatikan und der italienischen Eisenbahn wurde jedoch erst am 12. September 1934 geschlossen. Im Oktober desselben Jahres übergab Italien die technischen Anlagen, soweit sie auf dem Gebiet des Vatikans lagen. Diese wurden durch den Vatikan bezahlt. Soweit sie auf italienischem Staatsgebiet liegen, wurden sie von Italien bezahlt und gehören zur italienischen Eisenbahninfrastruktur.

### Technische Einrichtungen

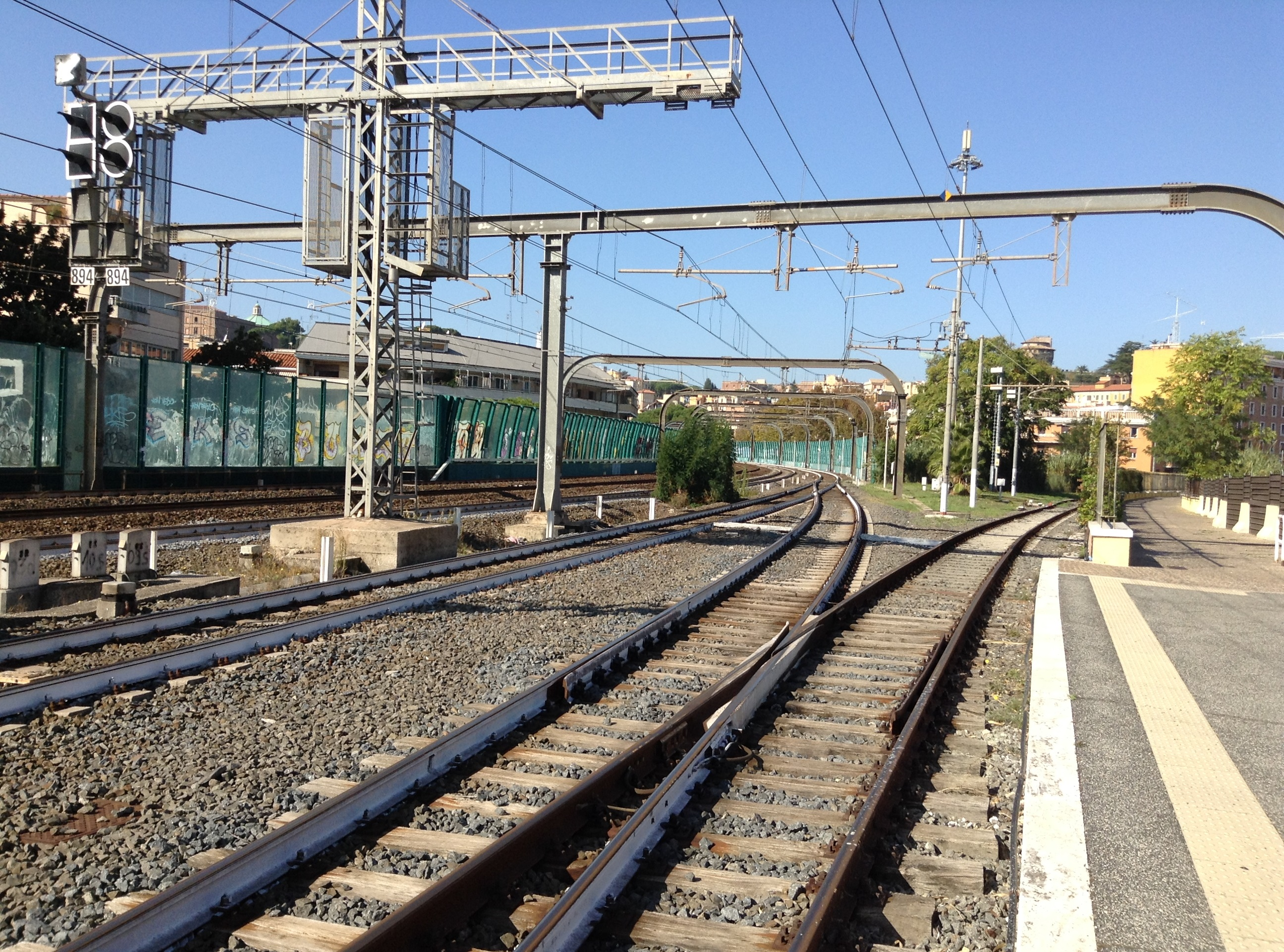
Nördlich des Bahnhofs Roma San Pietro zweigt die Vatikanische Staatsbahn (rechts) von der Hauptstrecke ab

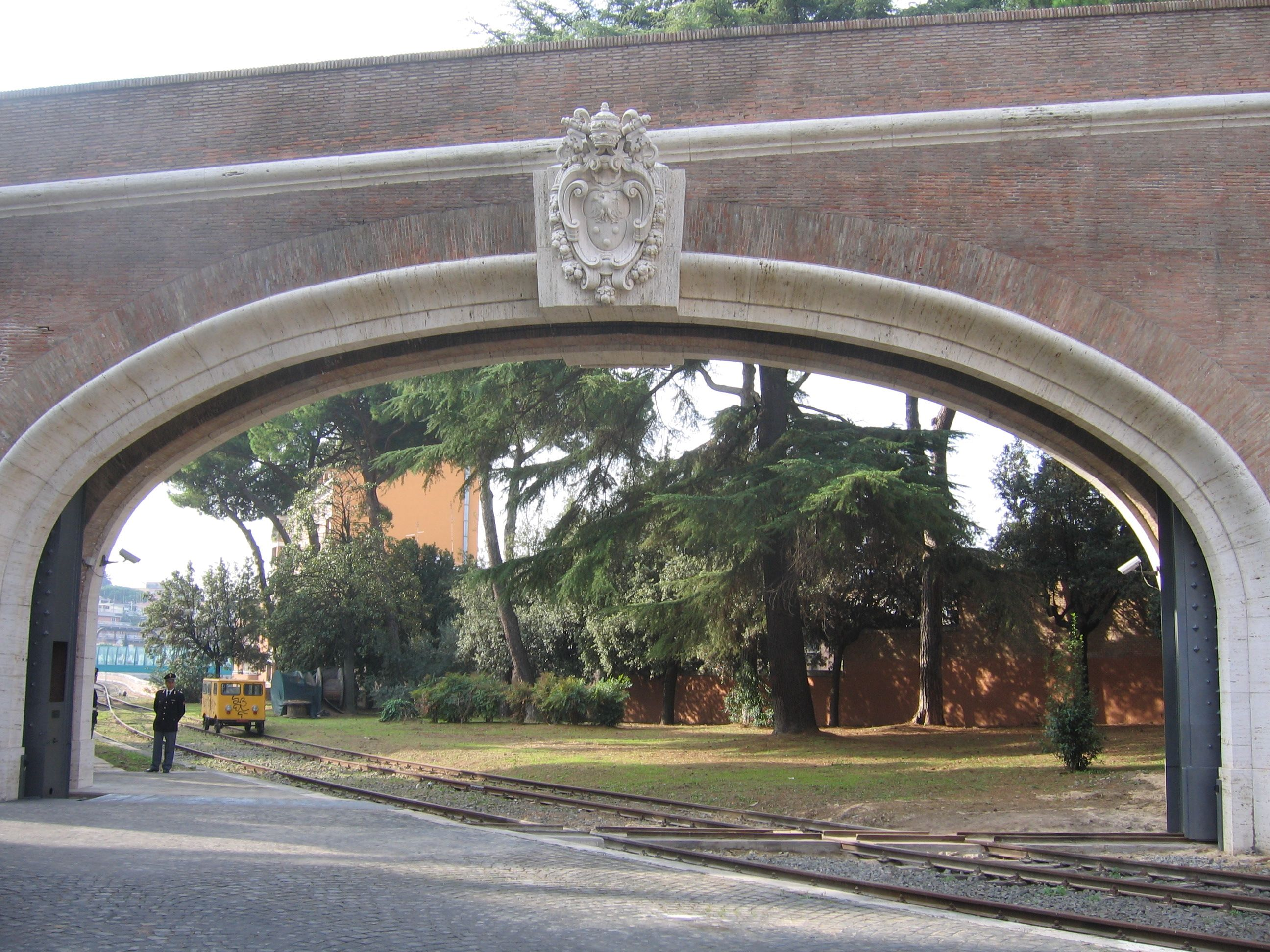
Eisenbahntor der Vatikanstadt

Die Vatikanische Staatsbahn besteht im Wesentlichen aus einem Gleisfeld und einem Empfangsgebäude. Die Zufahrt führt durch ein Eisenbahntor im Festungswall des Vatikans, das von einem Wappen Papst Pius’ XI. geziert wird. Die Durchfahrt ist in der Regel abgeschlossen und wird nur nach Bedarf für die Ein- und Ausfahrt von Zügen geöffnet. Das Tor besteht aus zwei Flügeln, jeweils einem soliden Stahlrahmen, der mit 8 mm starkem Stahlblech verkleidet ist. Die Flügel rollen auf je zwei Schmalspur-Fahrgestellen mit einer Spurweite von 480 mm. Sie können per Hand oder mit Maschinenkraft in den Wall hinein- und herausgezogen werden. Von diesem Tor bis zum Gleisende sind es etwa 300 m, die Gesamtlänge der Gleisanlagen beträgt etwa 860 m. Wahrscheinlich handelt es sich um die Staatsbahn mit der kürzesten Gleisanlage der Welt. Unmittelbar hinter dem Tor beginnt bereits der Bahnsteig, an den auch das Empfangsgebäude grenzt.
Die Bahnanlage ist recht einfach. Der Bahnhof weist zwei parallele Gleise auf, eines davon ist das Bahnsteiggleis. Abzweigend gibt es zwei kurze Stumpfgleise, auf denen Güterwagen für den Güterumschlag abgestellt werden können. Die Weichen der Anlage werden von Hand gestellt.
Die Gleise liegen in einer weiten, flachen Mulde, mitten in den vatikanischen Gärten. Um die nötige Gleislänge zum Rangieren überhaupt zu erreichen, musste das Ausziehgleis am Kopfende des Bahnhofs mit seinem Endstück in einen 97 m langen Stumpftunnel gelegt werden, der in den westlich des Bahnhofs gelegenen Hügel führt. Der Tunnel weist – um seine Entwässerung sicherzustellen – eine leichte Neigung auf. Er wurde komplett aus einem Marmorfelsen herausgearbeitet.
Eine Oberleitung wurde für die Elektrotriebwagen des seit 2015 verkehrenden Touristenzugs nach Castel Gandolfo provisorisch bis an die Umfassungsmauer des Vatikans herangeführt. Das Durchlasstor hat eine zu geringe Höhe, um sie bis in den Vatikan zu verlängern. Der Zug kann also immer nur so weit in den Vatikan einfahren, dass mindestens ein Stromabnehmer unter der Fahrleitung bleibt. Für den Touristenzug werden Fahrzeuge der Baureihe ALe 501 verwendet.

### Rollmaterial
Der Vatikan besitzt heute kein eigenes Rollmaterial. Nach dem Ende des alten Kirchenstaates im Jahre 1870 gingen die drei Galawagen des Papstes zusammen mit 29 Lokomotiven, mehreren Salonwagen, 149 Personenwagen, 25 Gepäckwagen, 5 Pferdewagen, 300 bedeckten und 120 offenen Güterwaggons, 120 Flachwagen, 24 Kippwagen, 12 Materialwagen und 3 Reparaturwagen in den Besitz des Königreichs Italien über.

#### Päpstliche Galawagen
Am 23. Juli 1859 begab sich Pius IX. zum Bahnhof bei der Porta Maggiore, um drei Galawagen als Geschenk entgegenzunehmen, die eigens für ihn erbaut worden waren. Die Waggons stiftete die Eisenbahngesellschaft. An den Kosten hatte sich auch Kaiser Napoleon III. beteiligt. Sie waren in Frankreich gebaut worden und galten als die prunkvollsten und teuersten Salonwagen der damaligen Zeit. Zwei der Wagen waren für den persönlichen Gebrauch des Heiligen Vaters bestimmt; einer ist als Aussichtswagen gebaut, rings umgeben von einem Geländer, dessen Dach von vergoldeten spiralförmigen Säulen getragen wird. Am prunkvollsten jedoch war der Kapellenwagen, der nach Entwürfen von Emile Trélat gefertigt worden war. An der Ausarbeitung dieses Prunkwagens hatten berühmte französische Künstler wie die Maler Gerome und Cambin und der Bildhauer Codin mitgewirkt.
Ab 1870 waren die Wagen zunächst in Civitavecchia und später in Roma Termini abgestellt. 1911 wurden sie restauriert und in der Engelsburg ausgestellt. 1930 wurden sie in das neue Museo di Roma überführt, wo sie bis 1940 standen. Ab 1952 hatten sie ihren Platz im Palazzo Braschi. Heute sind sie in einer eigenen Halle im Museum Centrale Montemartini zu besichtigen.

## Rechtliche Organisation
Bereits 1929 legte der Vatikan fest, dass für den Eisenbahnbetrieb auf seinem Territorium die italienischen Vorschriften gelten. Unterhalt der Anlagen und ihr Betrieb blieben zunächst getrennt. Der Unterhalt der Anlagen lag bei der Abteilung für Eisenbahn und Verkehr, der Betrieb bei der Abteilung Annona und Finanzen. 1934 wurde die Abteilung für Eisenbahn und Verkehr in den technisch-finanziellen Strang der Verwaltung eingegliedert, so dass sie ebenso wie die Abteilung Annona und Finanzen dem Generaldirektor für Finanzdienstleistungen unterstand.
1939 wurde der Gouverneur des Vatikans ermächtigt, eine Verwaltung für die Versorgung des Vatikans mit Gütern zu errichten. Dieser wurden unter anderem auch die Zuständigkeiten für alle aus dem Eisenbahnabkommen mit Italien erwachsenden Fragen zugeordnet. 1969 wurden diese Aufgaben der Aufsicht des Generalsekretärs unterstellt, seit 1976/77 liegen die Eisenbahnangelegenheiten bei der Verwaltung für Handelsgüter. Die Verwaltung für Handelsgüter untersteht dem Generaldirektor für technische Dienstleistungen im Vatikan, der zur Verwaltung des Governatorats der Vatikanstadt gehört.

## Betrieb und Nutzung

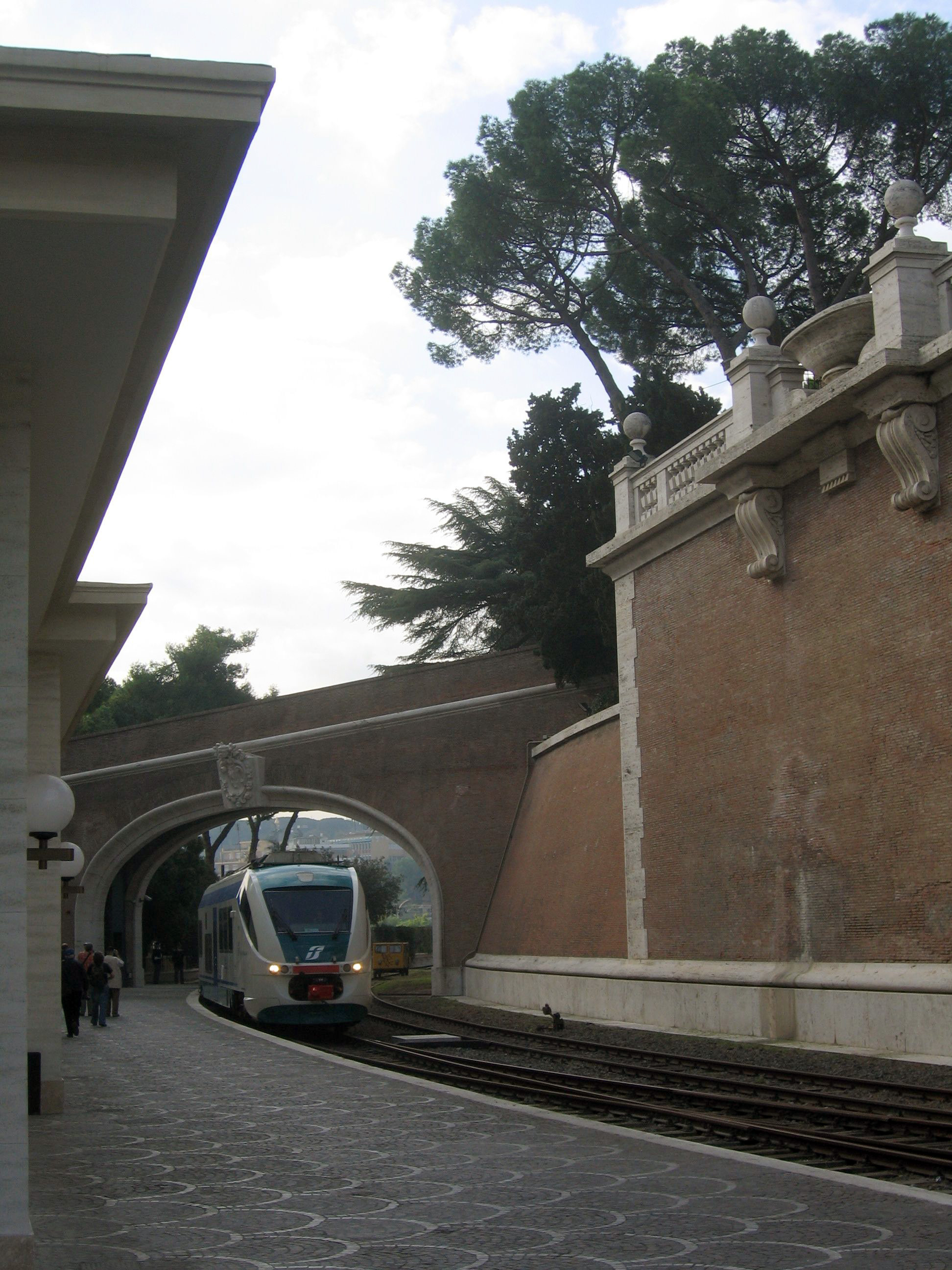
Einfahrt eines Sonderzuges in den Bahnhof des Vatikans

Das Bahnpersonal gehört nicht zum Vatikan, sondern wird von der italienischen Eisenbahn gestellt. Es besteht eine Telefon- und Telegrafenverbindung zum benachbarten Bahnhof Roma-San Pietro.
Obwohl Papst Pius XI. anlässlich der Versöhnung mit dem italienischen Staat auf dem Bahnanschluss bestand, hat er selbst ihn nie genutzt und den Vatikan nie verlassen. Der erste Papst, der die Bahn persönlich nutzte, war Johannes XXIII. am 4. Oktober 1962 – eine Woche vor Eröffnung des Zweiten Vatikanischen Konzils – für eine Pilgerfahrt nach Loreto und Assisi. Als Fahrzeug diente dazu der für diesen Anlass ausgeliehene Salonwagen des italienischen Staatspräsidenten. Diese Fahrt wurde als symbolischer Bruch gegenüber der Tradition der Weltabgewandtheit und Öffnung gegenüber der Welt gewertet, weil über 90 Jahre zuvor Pius IX. der letzte Papst gewesen war, der Loreto – noch als Staatsoberhaupt des Kirchenstaats – besucht hatte, dabei auch als letzter Papst mit der Bahn gefahren war und sich außerhalb der Mauern des Vatikans aufgehalten hatte.
Seit September 2015 fährt samstags um 10:57 Uhr ein Touristenzug vom Bahnhof Città del Vaticano zur päpstlichen Urlaubsresidenz Castel Gandolfo, die im Anschluss an diese Fahrt besichtigt werden kann. Auf dem Rückweg endet die Fahrt bereits am Bahnhof Roma San Pietro. Dieses touristische Angebot ist eine Zusammenarbeit von trenitalia mit den Vatikanischen Museen.
Anderer Personenverkehr ist äußerst selten und beschränkt sich auf wenige Sonderzüge. Schienengüterverkehr dagegen wird regelmäßig über den Bahnhof abgewickelt. Als Rangiermittel steht bedarfsweise ein gewöhnlicher Straßentraktor zur Verfügung.

## Bildergalerie

### Bahntechnik und Zufahrtsstrecke

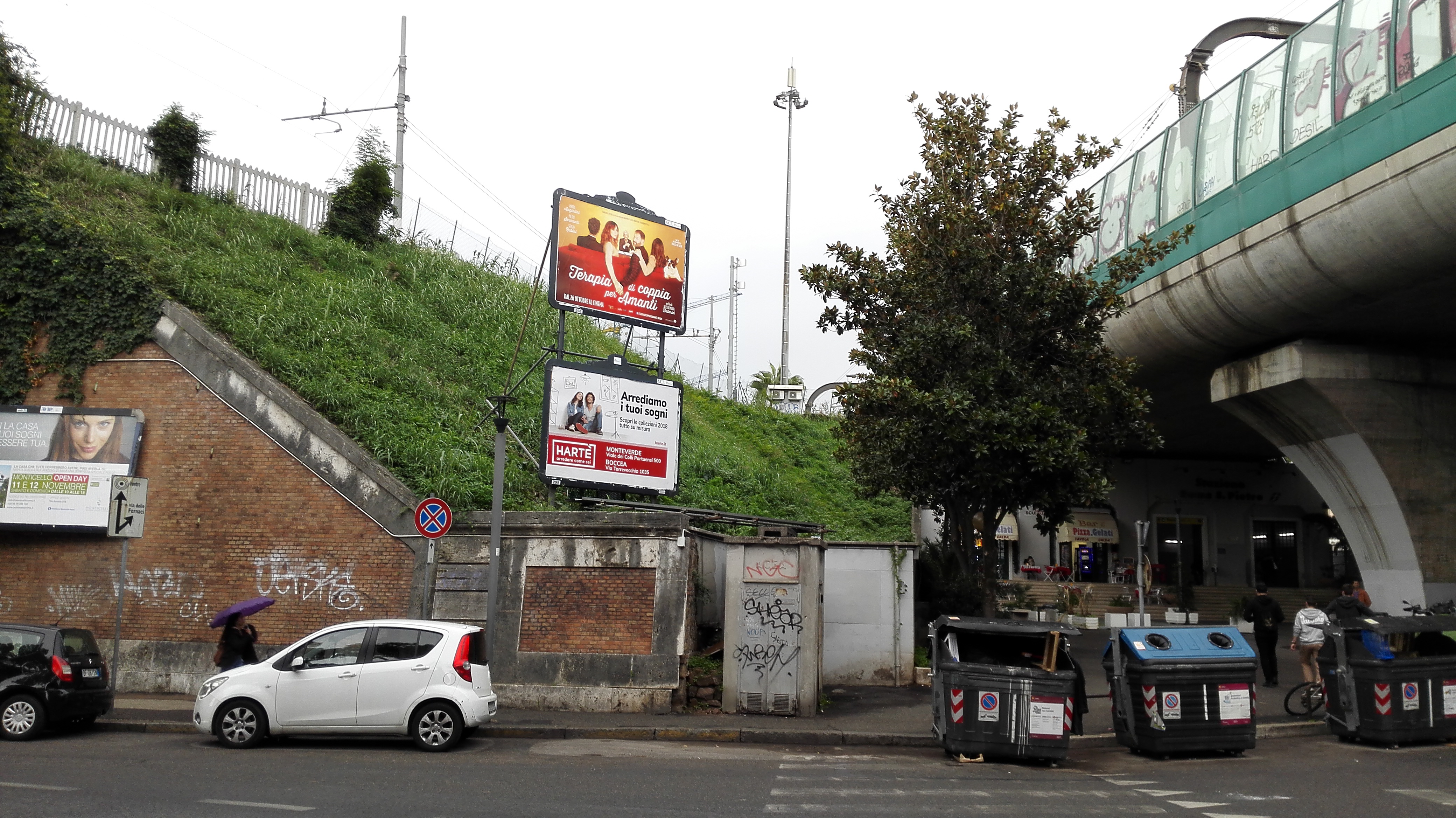
Links die Strecke der Vatikan-Bahn, rechts das Streckennetz von trenitalia
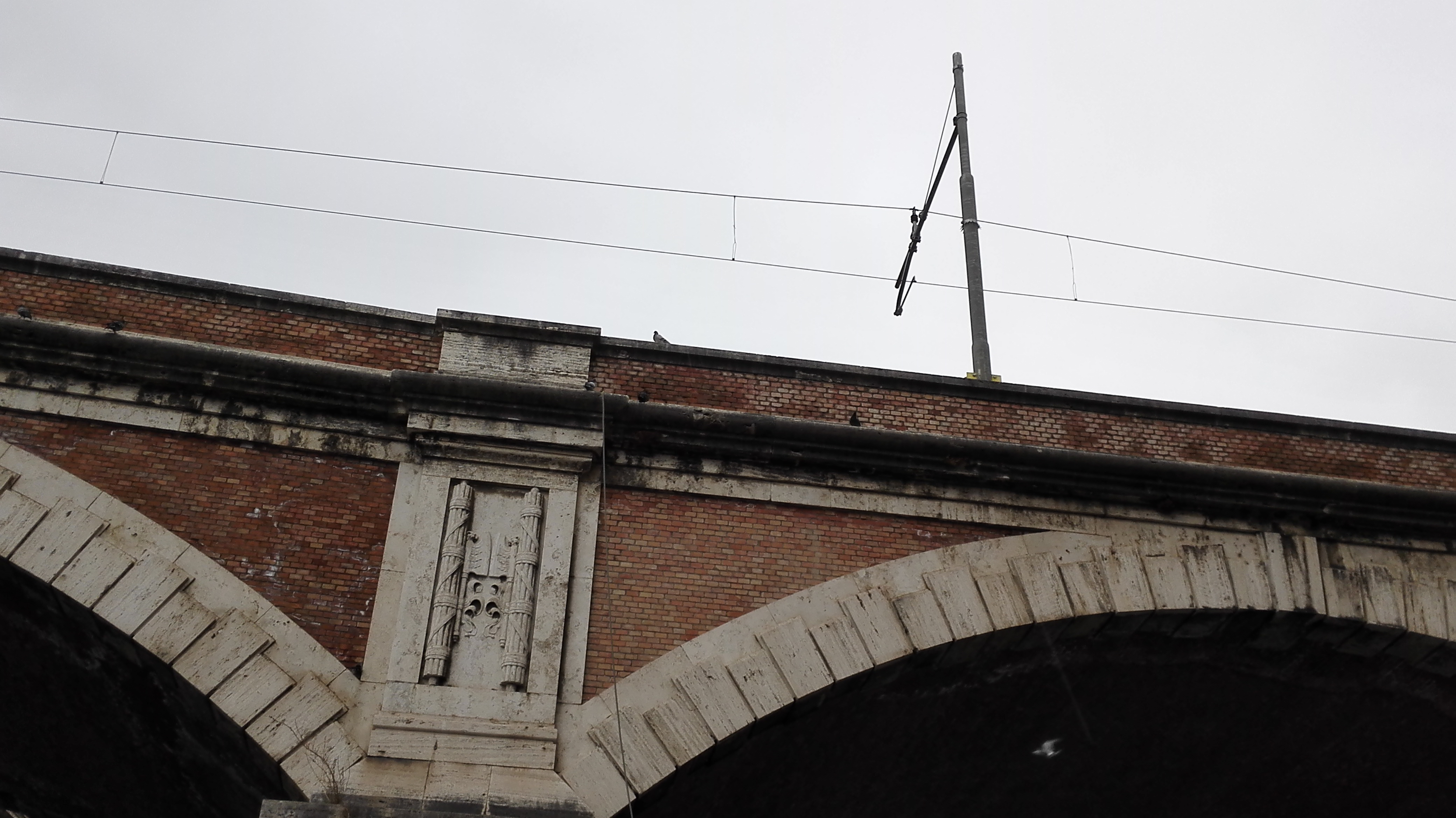
Viadukt-Bogen der Zufahrtstrecke
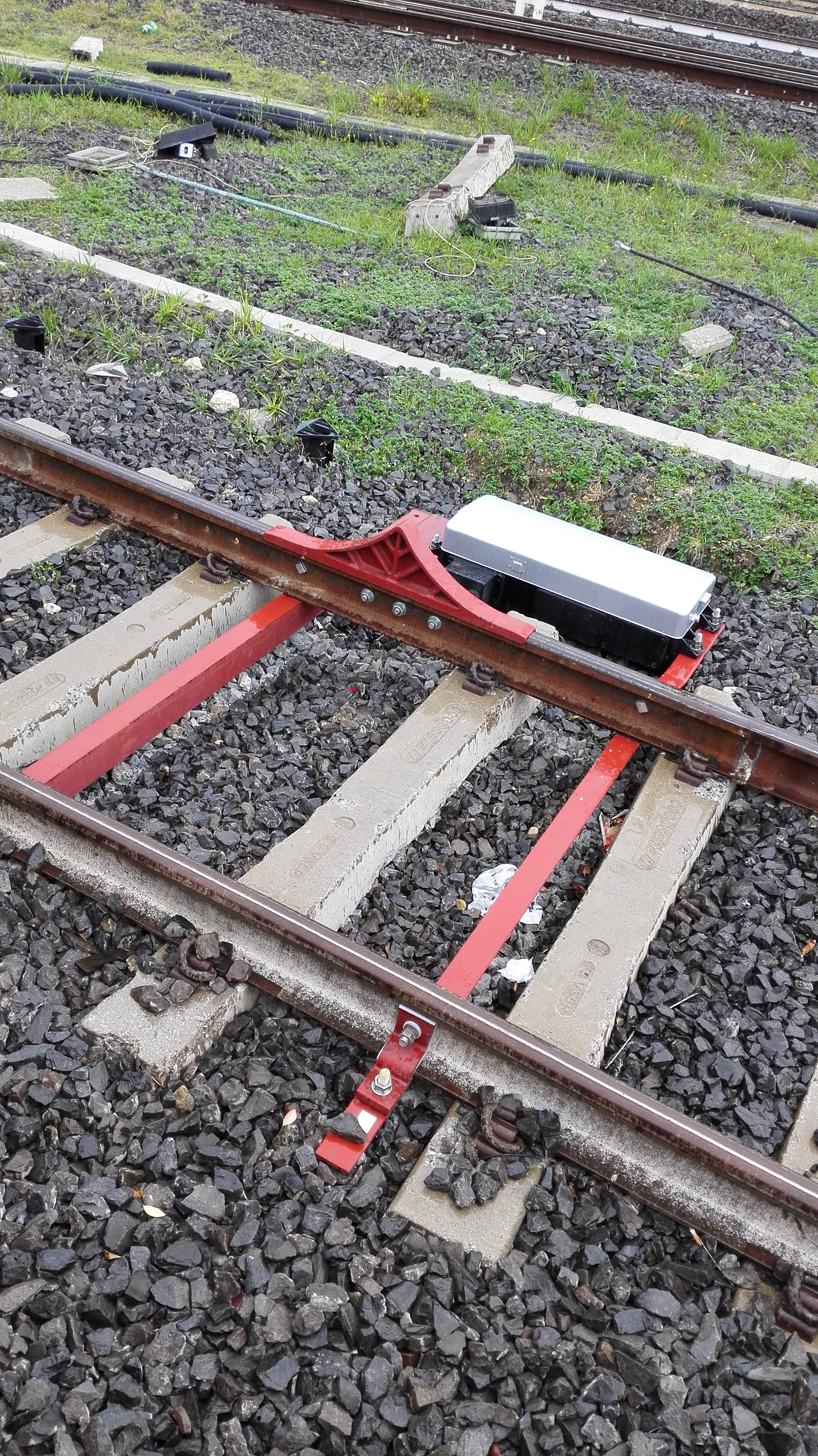
Hemmschuh unterbricht die Zufahrt zum Vatikan
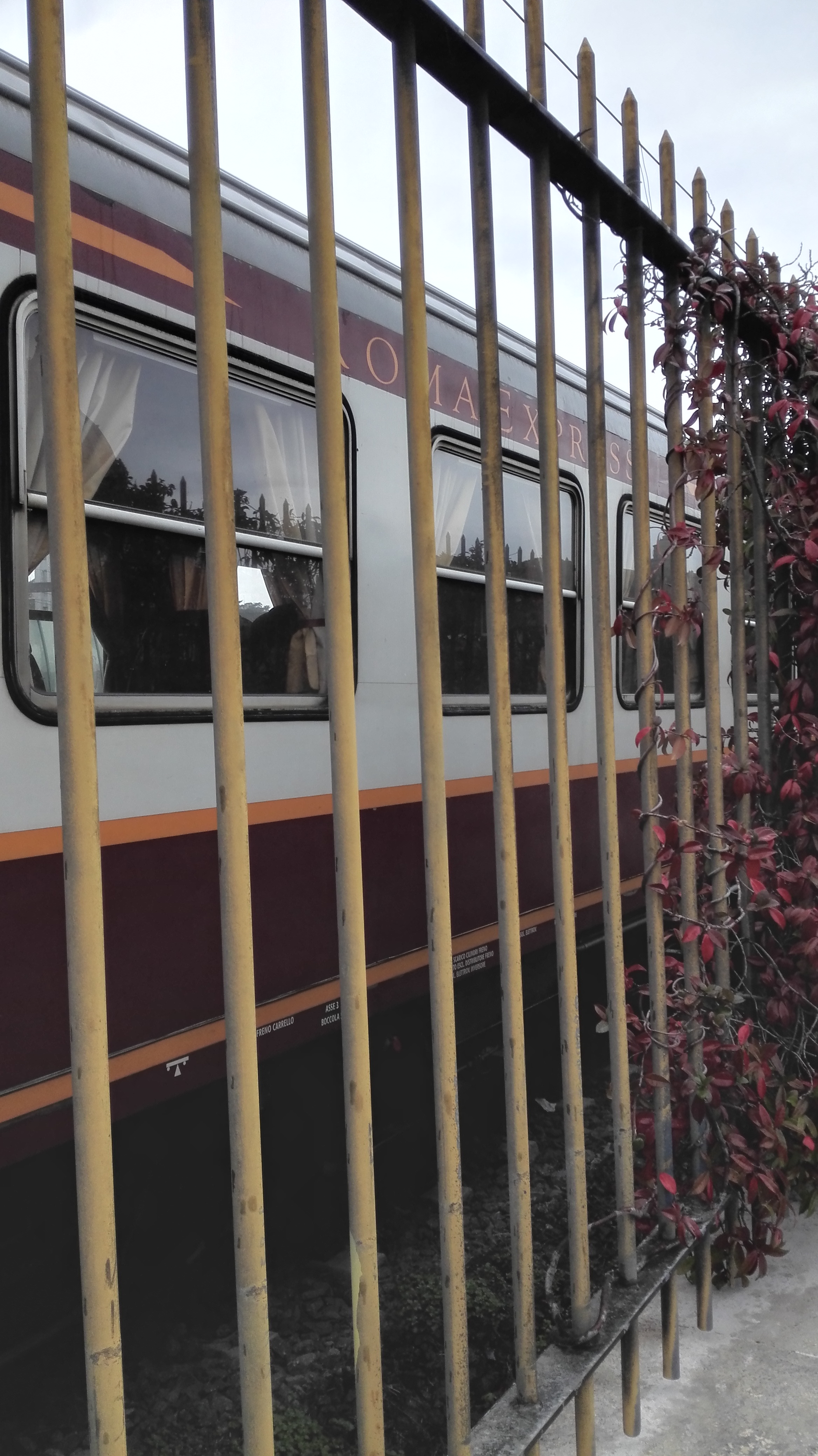
Zug des Roma Express abgestellt auf der Zufahrtsstrecke
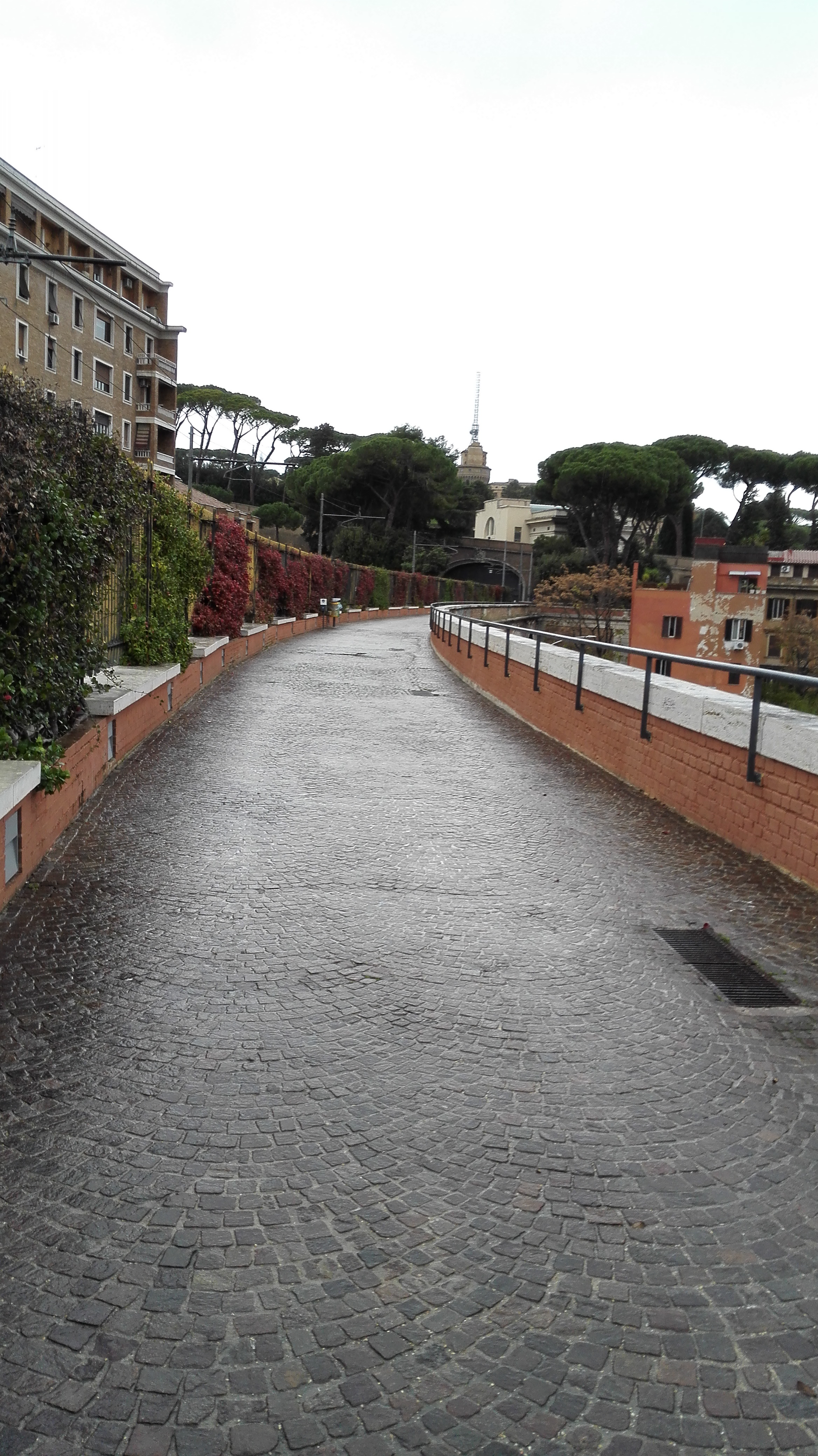
Ursprünglich zweigleisig, jetzt ein Fußweg neben dem Gleis
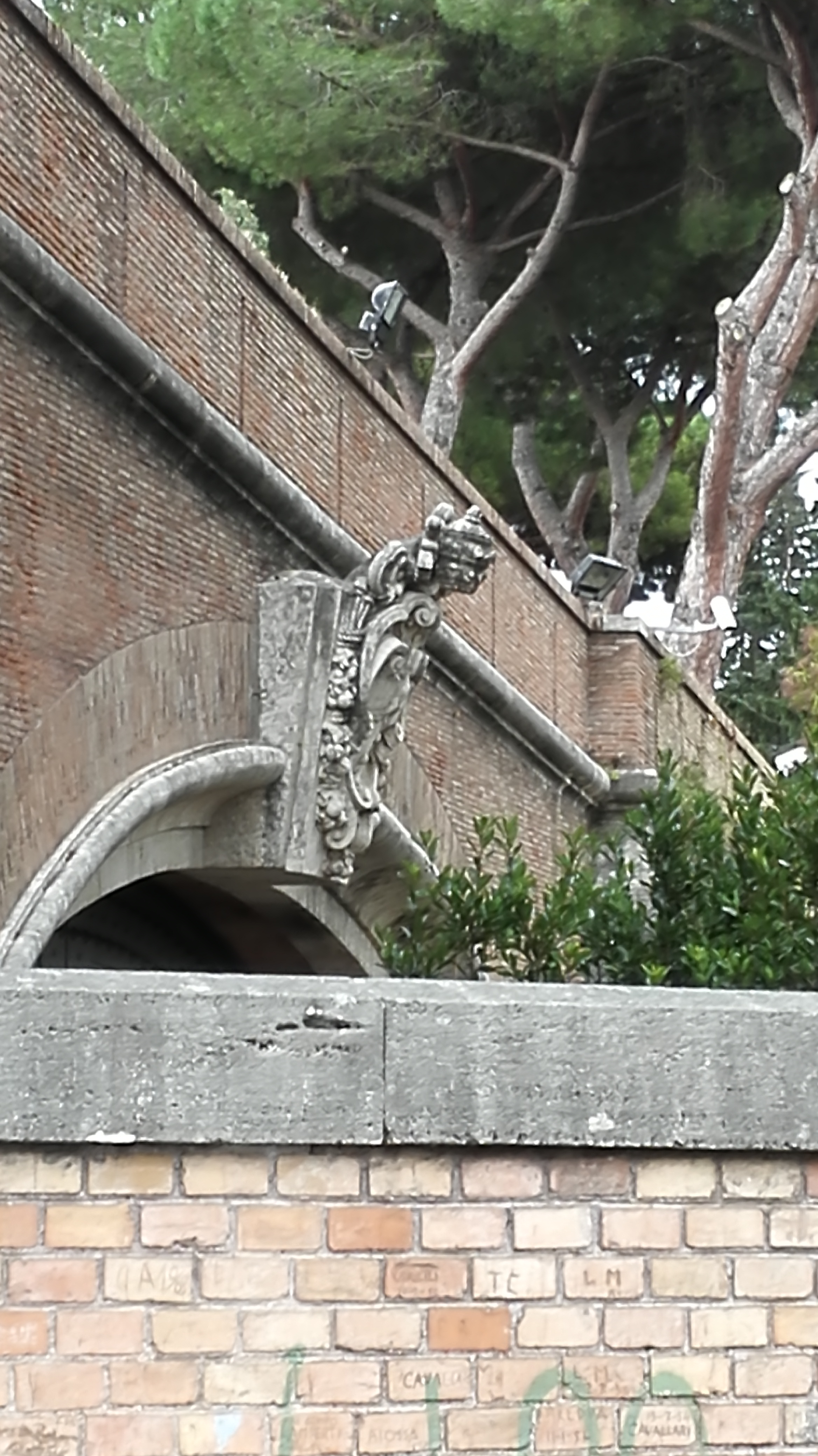
Relief über dem vatikanischen Eisenbahntor
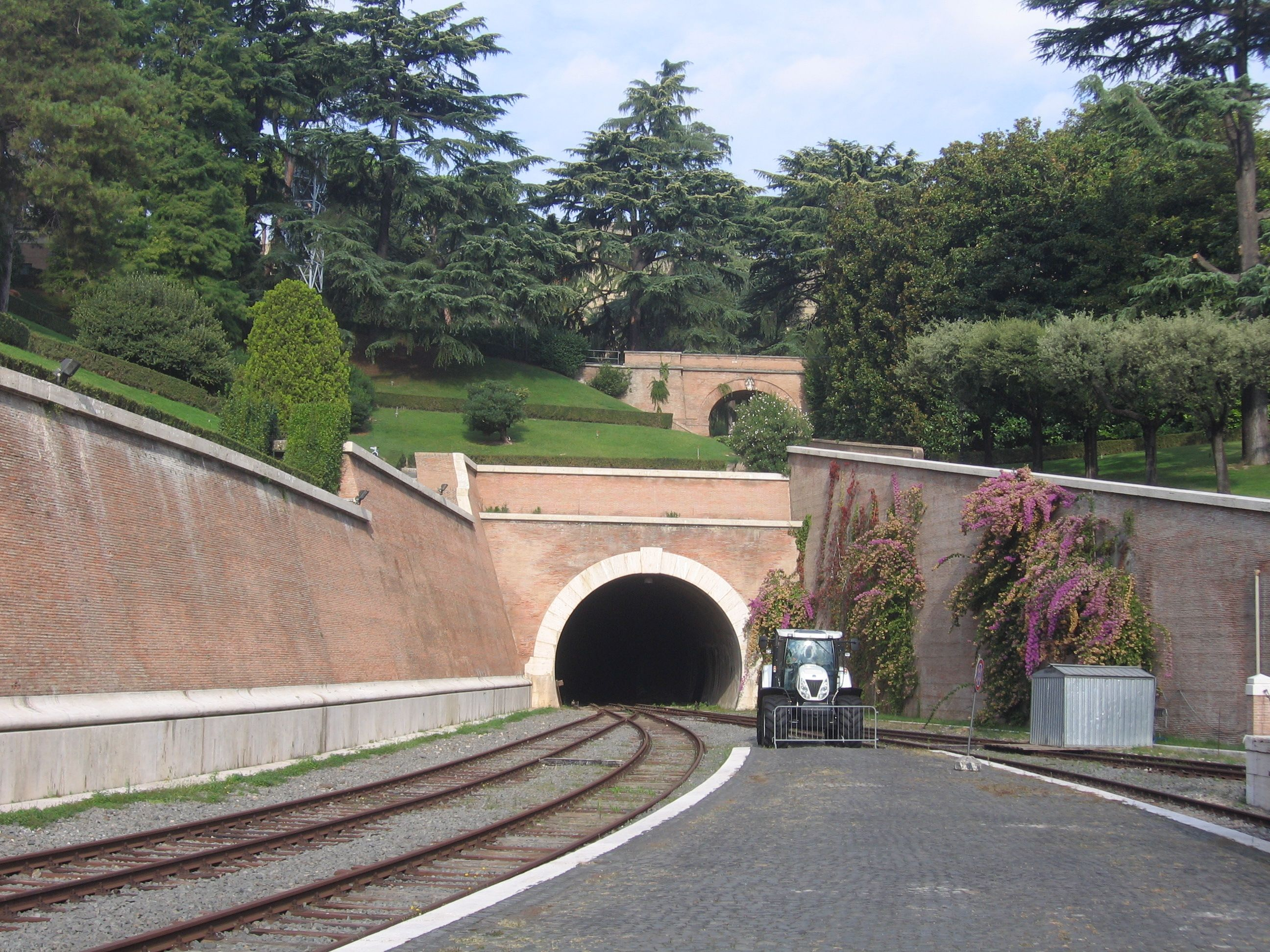
Ausziehgleis im Tunnel
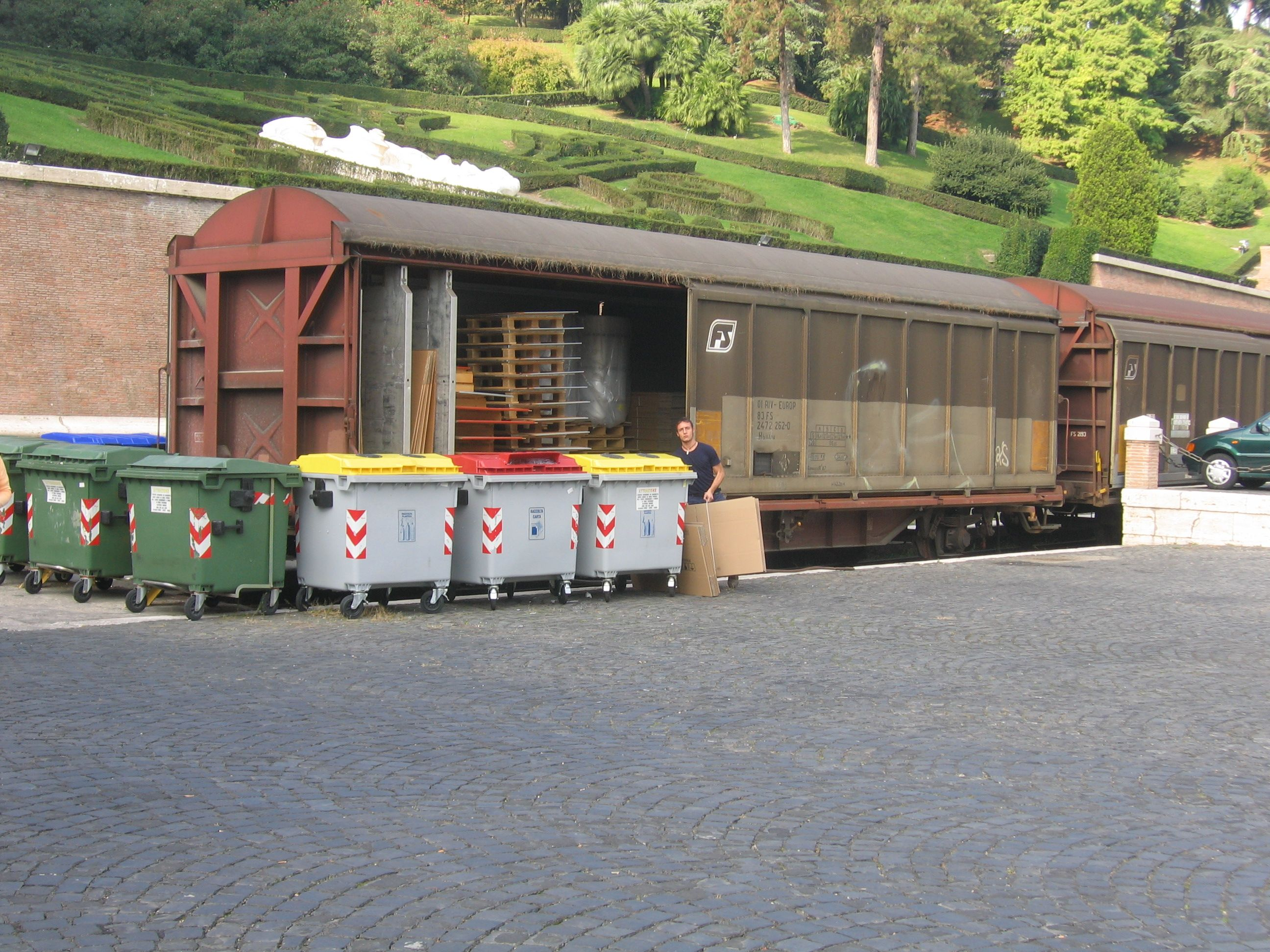
Güterwagen beim Entladen

### Päpstliche Galawagen

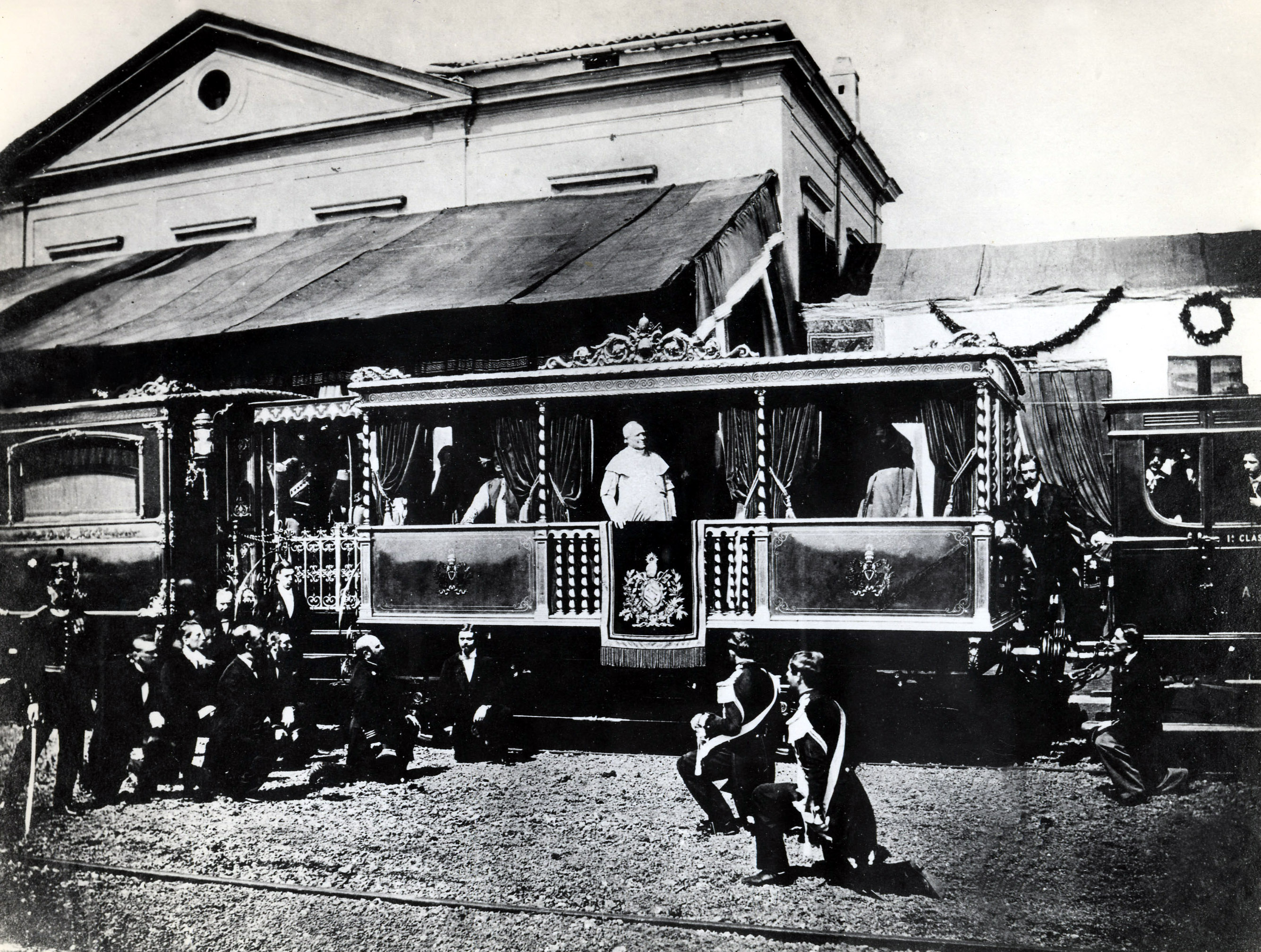
Papst Pius IX. in Velletri, 1863
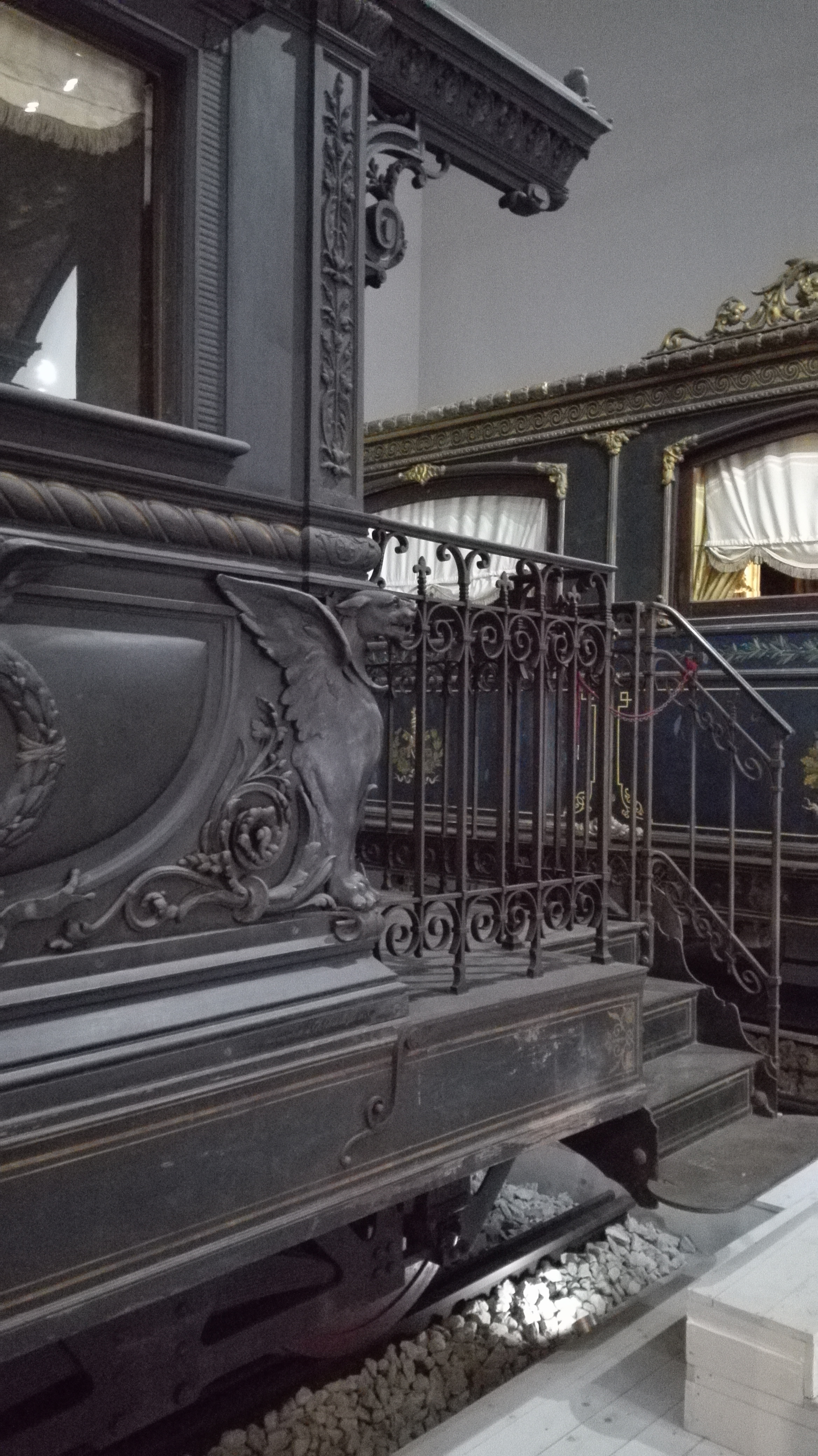
Wagen des päpstlichen Zuges von 1858 im Museum Centrale Montemartini
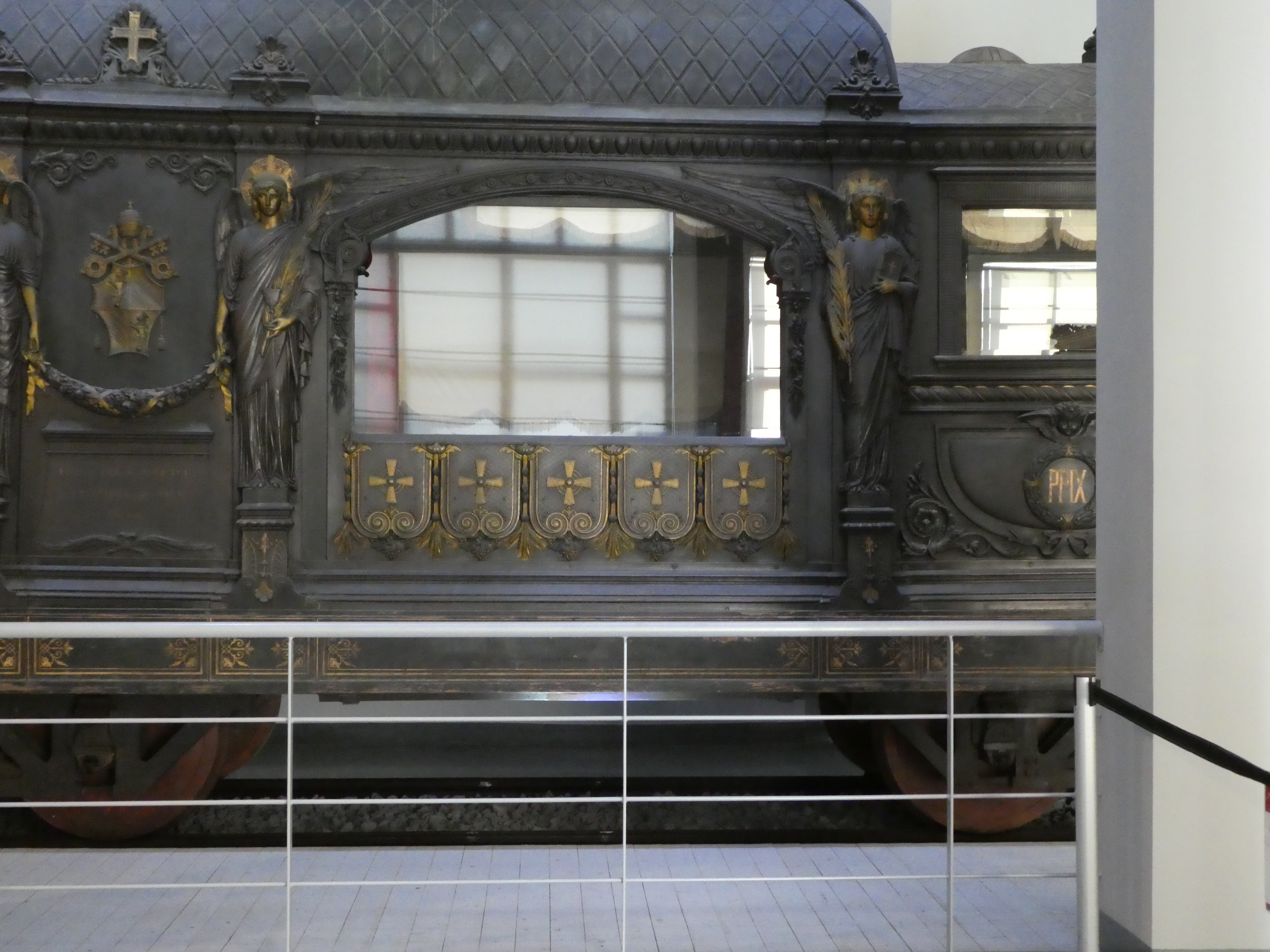
Wagen des päpstlichen Zuges von 1858 im Museum Centrale Montemartini
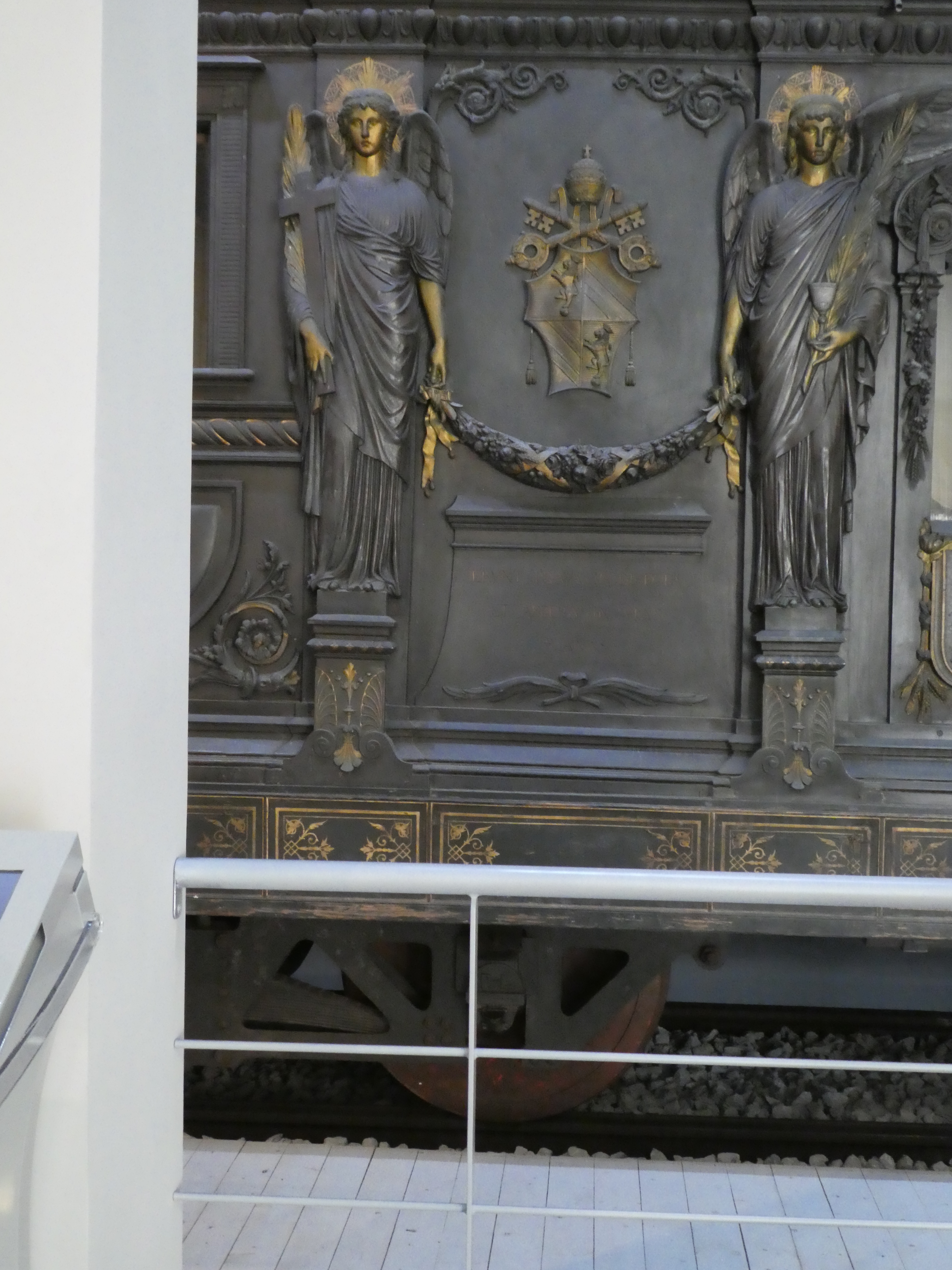
Wagen des päpstlichen Zuges von 1858 im Museum Centrale Montemartini
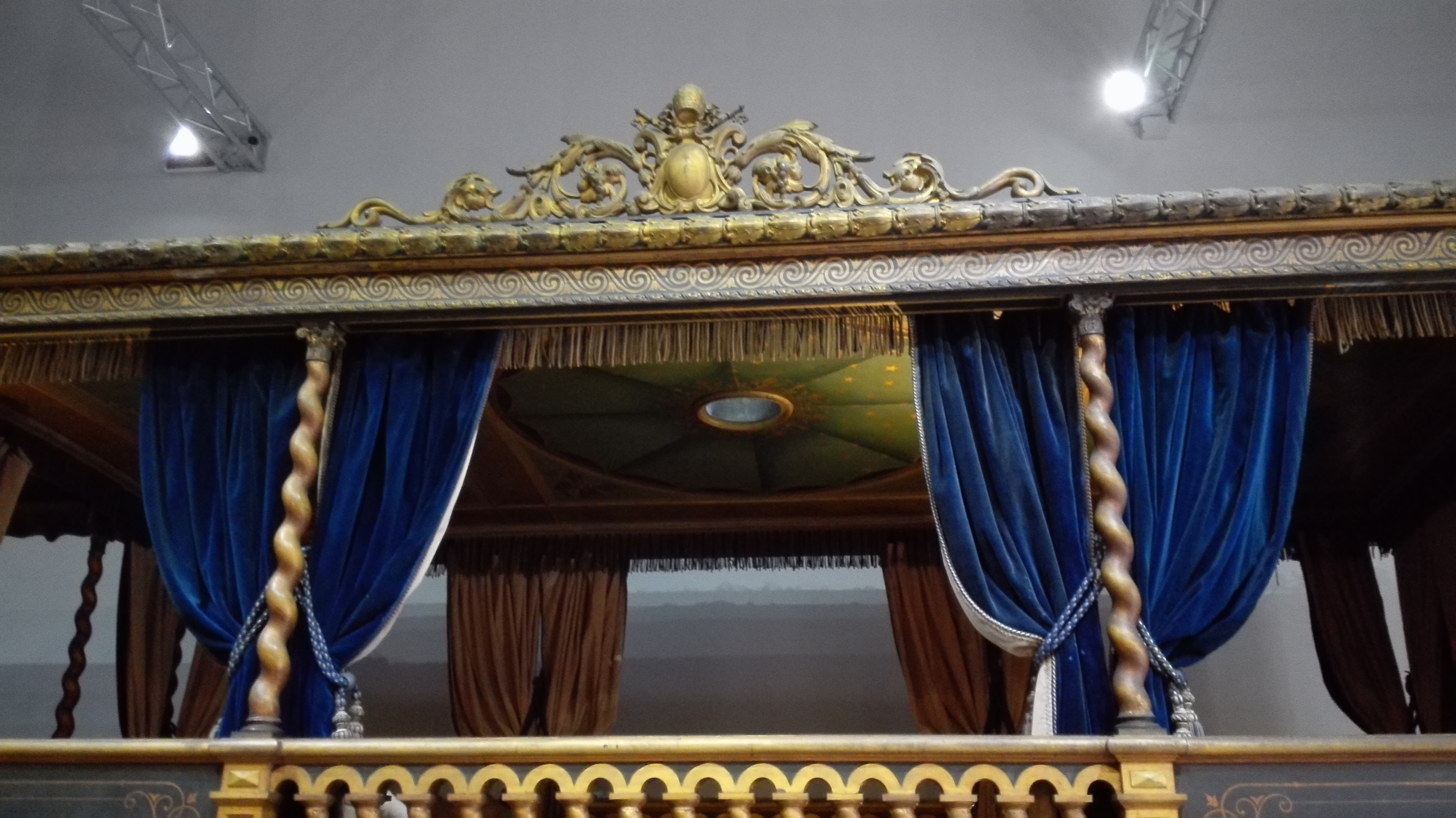
Wagen des päpstlichen Zuges von 1858 im Museum Centrale Montemartini
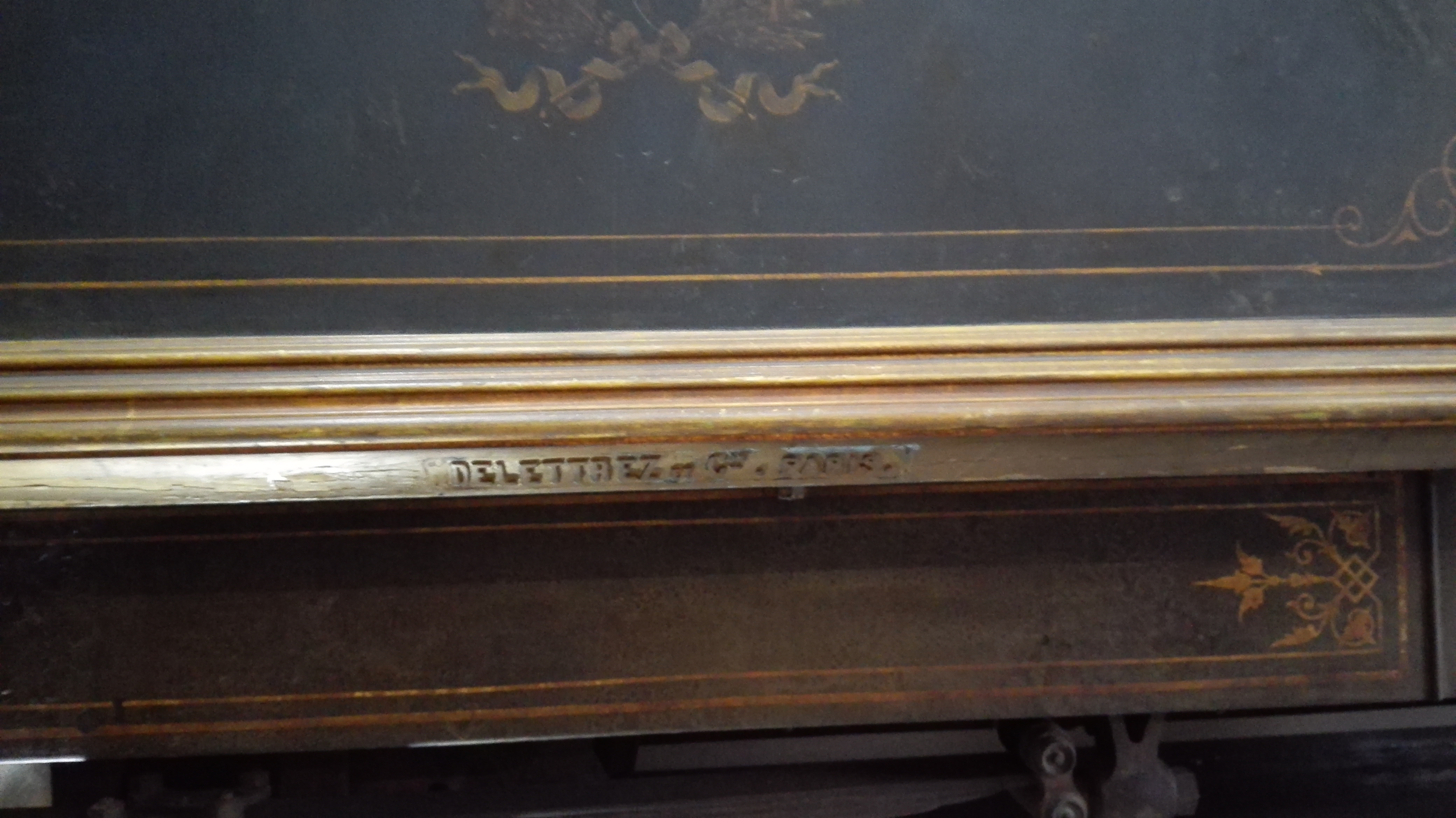
Hersteller-Vermerk
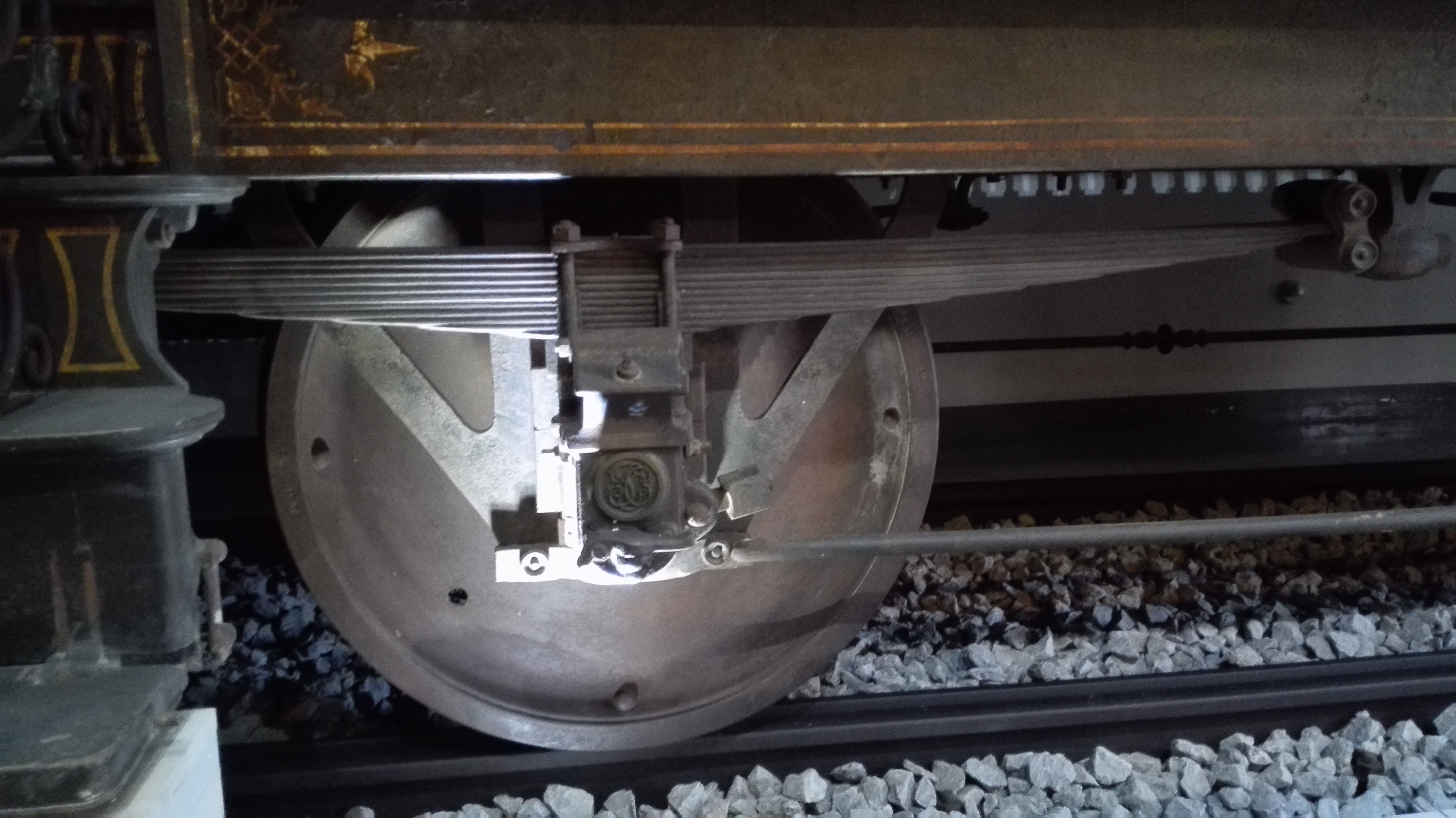
Fahrgestell